# Rohdendorfia dimorpha
Rohdendorfia dimorpha är en tvåvingeart som beskrevs av Smirnov 1924. Rohdendorfia dimorpha ingår i släktet Rohdendorfia och familjen blomflugor. Inga underarter finns listade i Catalogue of Life.